# صباح مهدي رميض
صباح مهدي رميض (من مواليد 1962)، كاتب وباحث ومؤرخ ومفكر عراقي.

## حياته ودراسته
ولِدَ في محافظة ديالى بمدينة بعقوبة عام 1962، أكمل دراسته الابتدائية والمتوسطة والإعدادية فيها، ثم حصل على شهادة البكالوريوس في التاريخ من كلية التربية ابن رشد، جامعة بغداد، وتخرج منها عام 1985، حصل على شهادة الماجستير في عام 1990، وعلى الدكتوراه في عام 1997.

## المناصب والعضوية
- تدريسي في كلية التربية، جامعة القادسية (1992 - 2000).
- تدريسي في كلية التربية، جامعة ديالى (2000 - 2006).
- تدريسي في كلية التربية، جامعة واسط (2006 - 2009).
- تدريسي في كلية التربية ابن رشد، جامعة بغداد (2009 - إلى الآن).
- شغل منصب رئيس قسم التاريخ في كلية التربية، جامعة ديالى (2003 - 2005).
- رئيس لجنة الترقيات المركزية في جامعة ديالى (2005 - 2006).
- عضو لجنة الترقيات المركزية في جامعة بغداد (2016 - 2020).
- عضو اللجنة العليا لتطوير مناهج التاريخ في الجامعات العراقية (2015).
- عضو اللجنة العلمية في قسم التاريخ في كلية التربية ابن رشد (2009 - 2020).
- عضو لجنة التخطيط الإستراتيجي في كلية التربية ابن رشد (2018 - 2020).
- تولى سكرتارية تحرير مجلة الأُستاذ (2014).
- رئيس مجلة ومركز الدراسات الإفريقية، الكوفة (الآن).

## مؤلفاته
1. تاريخ جنوب الجزيرة العربيّة الحديث، دار الفكر ناشرون وموزعـون، عمّان/ الأُردُن, 2010.[4]
2. التطوّرات السياسيّة في الجنوب اليمني 1918 - 1945، دار جوامع الكلم، دمشق، 2010.[5]
3. إمارة عسير دراسة في أوضاعها الاقتصاديّة والاجتماعيّة وعِلاقاتُها العربيّة والدوليّة 1876 - 1932، دار جوامع الكلم، دمشق، 2011.
4. ديالى سيرة أعلام ومسيرة أحداث دراسات تاريخيّة مُعاصِرة، مؤسٍّسة مصر مُرتضى للكتاب العِراقي، بغداد، 2010.
5. صِحافة العهد الملكي مصدر لدراسة تاريخ العِراق المُعاصِر، العالميّة المُتَّحِدة للطباعة والنشر، بيروت، 2011.[6]
6. دراسات مُعاصِرة في التربية والتعليم ومناهج الدراسات التاريخيّة العربيّة، مؤسَّسة مصر مُرتضى للكتاب العِراقي، بغداد، 2011.
7. بغداد في مواجهة التحدّيات خِلال تاريخها الحديث 1258 - 1920، دار الجواهري، بغداد، 2013.
8. تاريخ الجزيرة العربيّة من القرن الثالث عشر حتّى العهد العُثماني، دار الفكر ناشرون وموزعون، عمّان/ الأُردُن، 2014.[7]
9. دراسات في التاريخ الحديث والمُعاصِر، وزارة الثقافة والإعلام، دار الثقافة والنشر الكُردية، بغداد، 2014.
10. أعلام وشخصيّات عراقيّة وعربيّة مُعاصِرة، دار ابن السكيت، 2017.
11. قضايا المُجتمع ومُشكِلاتهِ المُعاصِرة (دراسات في إشكاليّات العولمة ورعاية الطفولة)، دار الجواهري، بغداد، 2016.
12. دراسات تاريخية عراقية وعربية في ضوء المنهج الإشكالي، المطبعة المركزية، جامعة ديالى، 2018.
13. تاريخ البلاد العربية المعاصرة (1908 - 1995)، دار ومكتبة عدنان، بغداد، 2021.[8]
14. التربية والمشاركة المجتمعية إشكالية الغياب وفاعلية الحضور، مشترك مع الدكتور عامر محمد جميل، دار ومكتبة عدنان، بغداد، 2021.

## جوائز
- وسام المؤرخ العربي عام 2014، في اتحاد المؤرخين العرب/ بغداد.[بحاجة لمصدر]